# Bajo Juárez: La ciudad devorando a sus hijas
Bajo Juárez: La ciudad devorando a sus hijas es un largometraje documental mexicano de 2006, dirigido por Alejandra Sánchez Orozco y José Antonio Cordero. La película explora la serie de feminicidios ocurridos en Ciudad Juárez (Chihuahua) desde la década de 1990, a través de testimonios de familiares, víctimas indirectas, periodistas y activistas, para denunciar la violencia de género y la impunidad prevalecientes.

## Contexto social e histórico
Los feminicidios en Ciudad Juárez, contexto central del documental, comenzaron a ser visibilizados a partir de 1993, cuando múltiples mujeres jóvenes, en su mayoría de escasos recursos y empleadas de maquiladoras, empezaron a ser secuestradas, violadas y asesinadas en la ciudad fronteriza. A pesar de la detención de varios sospechosos a lo largo de los años (incluido un hombre de origen egipcio y posteriormente conductores de autobús), los crímenes continuaron, sumando más de 300 víctimas hacia 2003 y superando las 2,300 muertes en las tres décadas siguientes. Organismos internacionales como la ONU y la Corte Interamericana de Derechos Humanos denunciaron la indiferencia e ineptitud de las autoridades mexicanas ante estos casos, señalando un patrón de encubrimiento e impunidad generalizada. En la década de 2000, el gobierno federal creó fiscalías y comisiones especiales, pero persistieron las críticas por la falta de resultados y por las “cortinas de humo” oficiales que trivializaban los asesinatos como delitos pasionales o vinculados al crimen organizado. Este clima de violencia sistemática contra las mujeres y de desconfianza hacia las instituciones forma el trasfondo social e histórico en el que se sitúa Bajo Juárez.
El documental aborda esta problemática centrando la atención en casos y voces representativas. Sin emplear un narrador omnisciente, la película sigue de cerca a una madre que busca justicia por el asesinato de su hija y a una joven trabajadora recién llegada a Juárez, cuyo día a día simboliza la realidad de las mujeres que aún viven bajo esta amenaza.Asimismo, incluye las perspectivas de dos periodistas de investigación (Sergio González Rodríguez y Diana Washington Valdez, autores de libros sobre el tema) que contextualizan los hechos y explican las raíces del fenómeno de los feminicidios. A través de estos testimonios, Bajo Juárez expone la complicidad o negligencia de altos funcionarios y grupos de poder locales y federales en la falta de esclarecimiento de los crímenes. El filme denuncia también el hostigamiento sufrido por las familias de las víctimas, periodistas y activistas, así como la fabricación de chivos expiatorios –por ejemplo, el caso de David Meza, falsamente acusado y encarcelado– para simular la resolución de algunos asesinatos. De este modo, el contexto presentado documenta la magnitud de la violencia feminicida en Juárez, y pone en evidencia las fallas estructurales del sistema de justicia que permitieron su perpetuación.

## Recepción y crítica
La recepción de Bajo Juárez fue mayormente positiva, con elogios tanto de medios especializados en cine documental como de la prensa general. La crítica ha destacado el rigor y la sobriedad con que los directores abordan un tema tan sensible, evitando el morbo y el sensacionalismo. La revista Letras Libres señaló que el documental esquiva las visiones tendenciosas o tremendistas habituales en torno a “las muertas de Juárez” y, por el contrario, se erige en un ejemplo de creatividad y seriedad documental dentro del cine mexicano reciente. Según la crítica Fernanda Solórzano, los realizadores enfatizan las inconsistencias judiciales y la figura de los inculpados injustamente (los “chivos expiatorios”), presentando los hechos sin voz en off que manipule al público y confiando en la solidez de los testimonios, hilados mediante una edición incisiva. Por su parte, la revista Cine PREMIERE resaltó el equilibrio estilístico logrado por Alejandra Sánchez: mantiene la distancia suficiente para no caer en un panfleto, pero a la vez se acerca lo necesario al dolor humano para involucrar al espectador en las historias presentadas. En su reseña, Cine PREMIERE afirmó que Bajo Juárez se suma a la ola de documentales mexicanos recientes de temática social que han sobresalido por su calidad, subrayando que la película constituye una afilada crítica tanto al gobierno como a la sociedad mexicana frente a estos crímenes. Diversos comentaristas coincidieron en que el documental, más que buscar soluciones fáciles o sensacionalistas, ofrece un retrato honesto y conmovedor de la situación, lo que lo ha posicionado como una obra de referencia sobre el tema de los feminicidios.

## Impacto social y cultural
Bajo Juárez ha tenido un impacto significativo en la conciencia pública y en ámbitos activistas, complementando la labor de organizaciones y movimientos sociales que luchan contra la violencia de género. Desde su gestación, el proyecto se vinculó estrechamente con el activismo local: los cineastas colaboraron con la ONG Nuestras Hijas de Regreso a Casa A.C., fundada por familiares de víctimas, realizando en conjunto la primera gran campaña de sensibilización nacional e internacional sobre los feminicidios de Juárez. Figuras centrales del activismo, como Marisela Ortiz (fundadora de la ONG) y Norma Andrade (madre de Lilia Alejandra García, joven asesinada en 2001), participaron en el documental y en sus presentaciones, convirtiéndose en voces clave de denuncia que la cinta ayudó a amplificar. La película expuso ante el gran público la realidad que estas madres y organizaciones venían denunciando –incluyendo la desinformación oficial que culpabilizaba a las víctimas o minimizaba los casos– y evidenció la urgencia de apoyar a las familias tanto emocional como económicamente en su búsqueda de justicia. En palabras de la propia Alejandra Sánchez, su esperanza con Bajo Juárez era “dejar un registro, en celuloide, de una de las historias más negras en la historia de México”, funcionando como memoria colectiva frente a la negación y el olvido institucional.
Analistas de los medios y académicos han considerado Bajo Juárez como un ejemplo del documental como herramienta de acción política. Un estudio publicado por la UAM-Xochimilco destacó cómo la película logra solidarizar al espectador con el dolor de las víctimas y sus familiares, convirtiéndolo en un actor político más informado y empático ante la injusticia, esto en un contexto donde la indiferencia oficial obliga a las familias a buscar eco a sus demandas en la sociedad civil. De este modo, el documental trasciende la pantalla al fomentar la reflexión crítica y al motivar apoyo a iniciativas sociales contra los feminicidios. Su influencia se ha manifestado en foros y eventos culturales: años después de su estreno, Bajo Juárez sigue exhibiéndose en ciclos de cine, universidades y exposiciones temáticas sobre violencia de género (por ejemplo, formó parte en 2019-2022 de la muestra “Feminicidio, memoria y protesta” en la Biblioteca Vasconcelos de la Ciudad de México). Gracias a ello, la obra ha contribuido a mantener el tema de los feminicidios de Ciudad Juárez en la discusión pública y a sensibilizar a nuevas generaciones sobre la gravedad del fenómeno y la necesidad de exigir rendición de cuentas a las autoridades. Aunque los asesinatos de mujeres en Juárez han continuado más allá de la película, Bajo Juárez permanece como un documento testimonial y de denuncia de gran valor, que ha alimentado la memoria colectiva y respaldado la lucha por la justicia y la igualdad de género en México.

## Premios y festivales
- Festival Internacional de Cine de Morelia 2006 (México): Mención especial del jurado y Premio Especial Titra otorgados al documental.
- Festival de Sundance 2007 (Estados Unidos): Selección oficial en la competencia World Cinema Documentary, nominada al Gran Premio del Jurado.
- IDFA – Festival Internacional de Cine Documental de Ámsterdam 2007 (Países Bajos): Seleccionada entre más de 2,600 obras para la competición oficial, optando al Premio VPRO Joris Ivens (categoría documental de largometraje).
- Chicago Latino Film Festival 2007 (Estados Unidos): Mejor Documental del festival.
- San Diego Latino Film Festival 2007 (Estados Unidos): Mejor Documental del festival.
- Premios Ariel 2008 (México): Nominación al Ariel a Mejor Largometraje Documental (50ª edición de los premios, correspondiente a películas de 2007).
- Encuentro Hispanoamericano de Cine y Video Documental Independiente “Contra el Silencio Todas las Voces” 2008 (México): Mejor Documental en la categoría competitiva, además de una Mención Honorífica del jurado de la asociación SIGNIS (en la categoría “Fronteras, Migraciones y Exilios”) .
- Festival Iberoamericano de Cine Cinesul 2008 (Río de Janeiro, Brasil): Mejor Largometraje Documental de la 15ª edición del festival.
- Festival Internacional de Cine de la Frontera 2008 (México): Mención Honorífica del jurado, reconociendo la calidad del documental y su relevancia social.